# Contortae
Contortae is de botanische naam van een orde van bloeiende planten. Het is een beschrijvende plantennaam, vanwege de contorte (enigszins in elkaar gedraaide) bloemen.
Het Wettstein-systeem gebruikte deze naam voor een orde met de volgende samenstelling:
- orde Contortae
  - familie Loganiaceae
  - familie Buddlejaceae
  - familie Gentianaceae
  - familie Menyanthaceae
  - familie Apocynaceae
  - familie Asclepiadaceae

Het APG II-systeem (2003) erkent niet een orde onder deze naam; een taxon dat hier enigszins mee te vergelijken valt is de orde Gentianales.